# Шрёдер, Ян-Кристиан
Ян-Кристиан Шрёдер (нем. Jan-Christian Schröder; род. 31 января 1998) — немецкий шахматист, гроссмейстер (2015).
Начал играть в шахматы в 7 лет. Занимался в клубе «SV Lahn Limburg». Неоднократный чемпион Германии среди юниоров в разных возрастных категориях: 2008 (до 10 лет), 2012 (до 12 лет), 2014 (до 16 лет). В 2012, 2015 и 2016 со сборной Германии участвовал в командных юношеских чемпионатах Европы, каждый раз занимая 1-е место на своей доске (2-я доска в 2012 и 2015, 1-я в 2016), а в командном зачёте был со сборной третьим в 2012 и первым в 2015 году. Победитель клубного чемпионата Бельгии 2016/2017 в составе команды «KSK 47 Eynatten».

## Таблица результатов
| Год  | Город      | Турнир | + | − | = | Результат | Место |
| ---- | ---------- | ------ | - | - | - | --------- | ----- |
| 2014 | Хельсингёр |        | 6 | 1 | 3 | 7½ из 10  | [ 5 ] |
| 2015 | Хельсингёр |        | 6 | 1 | 3 | 7½ из 10  | [ 6 ] |
|      | Рига       |        | 4 | 0 | 5 | 6½ из 9   | [ 7 ] |

## Изменения рейтинга
| Графики недоступны из-за технических проблем. См. информацию на Фабрикаторе и на mediawiki.org. |